# Tombe des Lits et des Sarcophages
La tombe des Lits et des Sarcophages (en italien, Tomba dei letti funebri e sarcophagi) est une tombe étrusque à hypogée de la nécropole de Banditaccia à Cerveteri.

## Histoire
La tombe des Lits et des Sarcophages date du VIe siècle av. J.-C. et fait partie des quatre tombes du Tumulo II. 

## Description
La tombe à entrée unique est constituée de deux chambres latérales et deux autres dans l'axe, la première de 4,30 m sur 3,70 m, la suivante au fond de 3,20 m sur 2,70 m. Ces deux pièces comportent un plafond a volta (à deux pentes et poutre faîtière simulée. Si la dernière du fond ne comprend que des banquettes en pierre sur trois de ses côtés, la première, elle est équipée de lits et de sarcophages (ces derniers probablement destinés aux femmes défuntes.
Ce qui caractérise également cette tombe est la structure des portes de communication entre les chambres, à montants inclinés et à tympan en plein cintre.